# Cyr (singolo)
Cyr è un singolo del gruppo alternative rock The Smashing Pumpkins, pubblicato il 28 agosto 2020, è primo singolo dell'omonimo album.

## Video
Il Video musicale diretto da Linda Strawberry e stato registrato in remoto durante il lockdown .Nel video girato in bianco e nero,oltre ai membri della band,appaiono anche le coriste Sierra Swan e Katie Cole.